# Asturias Semanal
Asturias Semanal va ser una revista de periodicitat setmanal creada en 1969 per Graciano García (més tard president de la Fundació Príncep d'Astúries), i que fou el seu director fins a 1977. Va tenir gran difusió tant dintre d'Astúries com entre les comunitats d'emigrants. El 16 de novembre de 1974, amb el nombre 284, va iniciar la seva marxa la secció Conceyu Bable, en la qual es feia ús de la llengua asturiana i que va donar nom a l'associació que es va legalitzar en 1976 i que seria el punt de partida de tot el moviment cultural i polític per la recuperació i normalització de la llengua a Astúries. En aquesta secció van escriure autors com Xuan Xosé Sánchez Vicente, Lluis Xabel Álvarez i Xosé Lluis García Arias.